# Abralia spaercki
Abralia spaercki е вид главоного от семейство Enoploteuthidae.

## Разпространение
Видът е разпространен в Австралия (Западна Австралия и Северна територия), Индонезия и Филипини.